# Поржи-Олексієнко Петро
Поржи-Олексієнко Петро (11 липня 1898, Ржищів (тепер Київська область) — 9 березня 1988, м. Денвер, Колорадо, США) — активний діяч української діаспори у США, професійний фотограф, військовий реконструктор. 

## Життєпис
Народився 11 липня 1898 року в Ржищеві на Київщині. 
Можливий учасник Перших Визвольних змагань. (Його участь у бою під Крутами в складі студентської сотні під сумнівом).
Після завершення Української революції жив на території Польщі. Після Другої Світової війни опинився в таборі для переміщених осіб в Аугсбурзі (Німеччина), був власником фотостудії «Фото-Світ». 
На початку 50-х років ХХ ст. емігрував до Сполучених Штатів Америки, проживав у м. Чикаго. Був одним із співзасновників Об’єднання колишніх вояків українців в Америці (ОбВУА), відділ в Чикаго. Головував на IV З’їзді ОбВУА в Чикаго 1955 року. Згодом переїхав до Денверу, працював директором архіву-музею Української бібліотеки у цьому місті. 
Автор спогадів «Ржищів над Дніпром» (1970). 
Помер 9 березня 1988 року на 90 році життя. Похований в Денвері на православній українській частині цвинтаря Краун Гіллс (англ. Crown Hills Denver).

### Нагороди
На фотографіях фігурує з усіма можливими нагородами УНР та БНР, та різних організацій, однак, немає документів про його фактичне нагородження. 